# Petrocodon fangianus
Petrocodon fangianus är en tvåhjärtbladig växtart som först beskrevs av Y.G. Wei, och fick sitt nu gällande namn av J.M. Li och Y.Z. Wang. Petrocodon fangianus ingår i släktet Petrocodon och familjen Gesneriaceae. Inga underarter finns listade i Catalogue of Life.